# Mauricio en los Juegos Paralímpicos de Londres 2012
Mauricio estuvo representado en los Juegos Paralímpicos de Londres 2012 por dos deportistas, un hombre y una mujer. El equipo paralímpico mauriciano no obtuvo ninguna medalla en estos Juegos.